# 5月4日
5月4日（ごがつよっか）は、グレゴリオ暦で年始から124日目（閏年では125日目）にあたり、年末まではあと241日ある。

## できごと

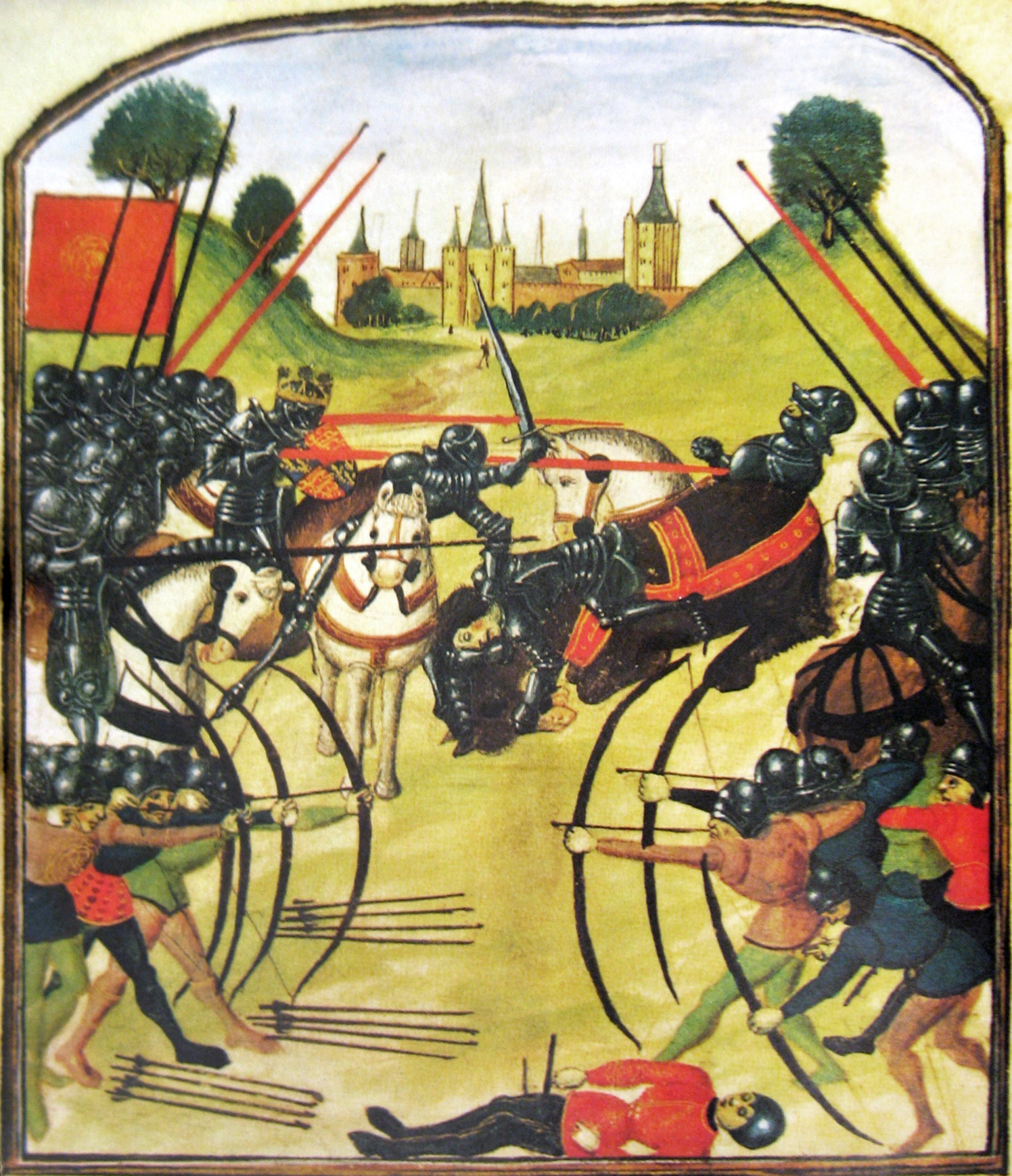
薔薇戦争の転換点、テュークスベリーの戦い(1471)

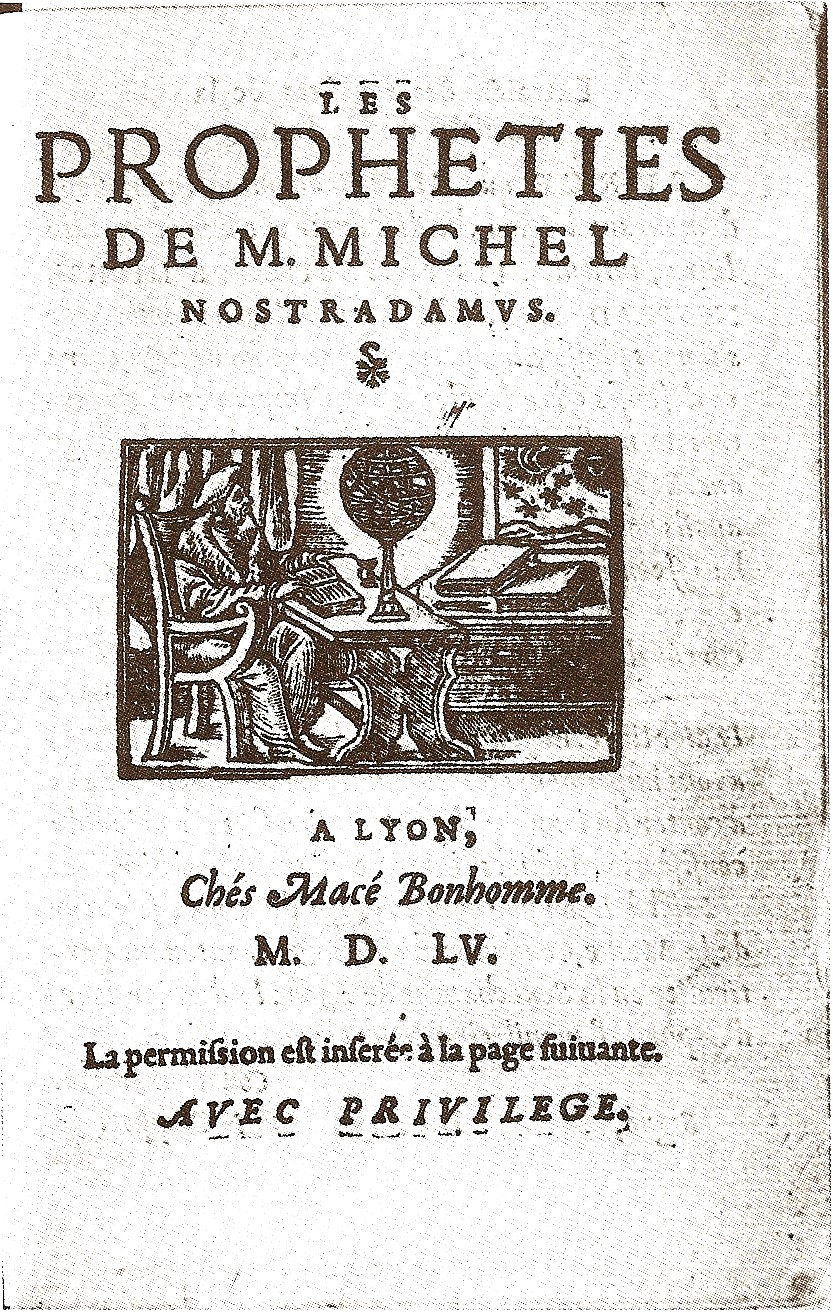
『ミシェル・ノストラダムス師の予言集』初版刊行(1555)。

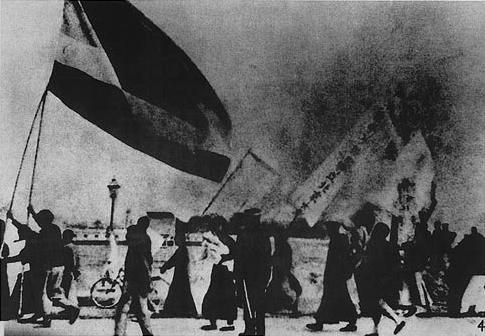
天安門広場から抗日五・四運動はじまる(1919)

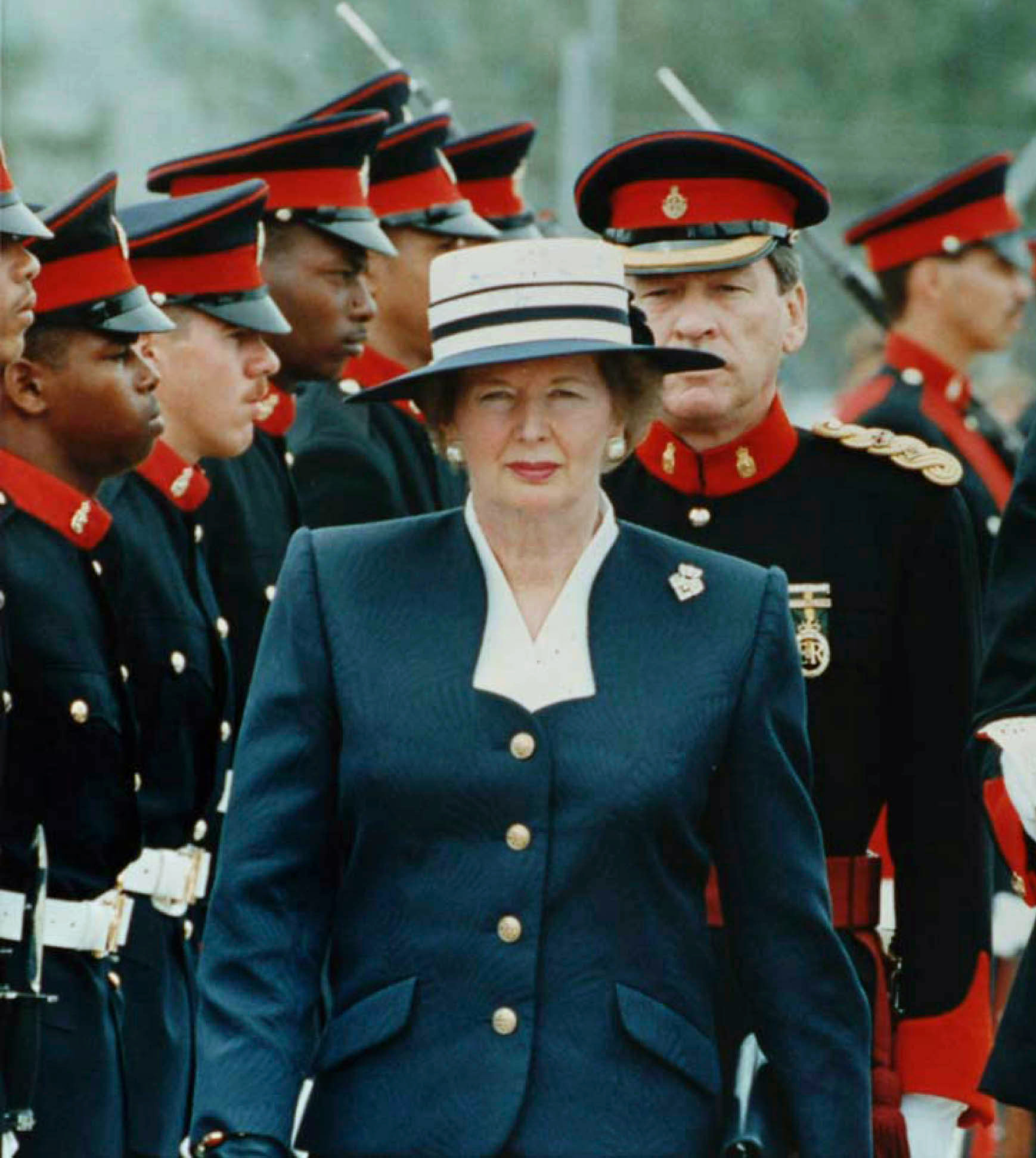
「鉄の女」、マーガレット・サッチャーがイギリス首相に就任(1979)

- 585年（敏達14年3月30日） - 仏教排斥を唱える物部守屋が、崇仏派の蘇我馬子が大野丘（甘樫丘）北方に建造した仏塔を焼打ちする。蘇我・物部戦争（丁末の役）の端緒[1]。
- 1471年 - 薔薇戦争: テュークスベリーの戦い。
- 1555年 - 『ミシェル・ノストラダムス師の予言集』の初版が刊行される。
- 1584年（天正12年3月24日） - 沖田畷の戦い。 島津家久、有馬晴信軍が龍造寺隆信軍に勝利。大将・隆信を始め龍造寺家の武将が多く討死する。
- 1675年 - イングランド国王チャールズ2世がグリニッジ天文台の建設を命じる。
- 1780年 - 英エプソム競馬場で第1回ダービーステークス開催。
- 1814年 - スペイン国王フェルナンド7世が、憲法を拒否し絶対君主制に戻すことを宣言。
- 1856年（安政3年4月11日） - 江戸幕府が築地の講武所に軍艦操練所を設置。
- 1871年 - アメリカでプロ野球リーグ・全米プロ野球選手協会（ナショナル・アソシエーション）の最初の試合が行われる。
- 1881年 - 「小学校教則綱領」制定。
- 1886年 - ヘイマーケット事件。
- 1894年 - 三国干渉: 日本が遼東半島の全面放棄の勧告を受諾。
- 1904年 - ブンデスリーガのシャルケ04創設。
- 1912年 - 北海道岩内町沖合で、暴風雨のため漁船31隻が遭難。死者・行方不明者115人[2]。
- 1919年 - 第一次世界大戦後の山東半島権益問題で北京大学の学生が天安門広場に集結し反日デモ、全国に拡大。（五四運動）
- 1924年 - 第8回夏季オリンピック・パリ大会が開幕。7月27日まで。
- 1932年 - アル・カポネがアトランタ刑務所に収監される。
- 1936年 - 阪神タイガースの藤井勇がランニングホームランを記録。日本プロ野球初の本塁打。
- 1937年 - 宮城県志津川町で大火。志津川郵便局、志津川警察署、七十七銀行支店を含む約340戸が焼失[3]。
- 1942年 - 第二次世界大戦・ニューギニアの戦い: 珊瑚海海戦が始まる。
- 1946年 - GHQが、組閣寸前だった鳩山一郎の公職追放を発表。
- 1949年 - イタリア・トリノ郊外でアリタリア航空機が墜落、ACトリノの選手18人を含む乗員・乗客31人が全員死亡。（スペルガの悲劇）
- 1950年 - 「生活保護法」公布。
- 1951年 - イランで「石油国有化法」成立。イギリス資本のアングロ・イラニアン石油会社（英語版） (AIOC) を国有化。
- 1957年 - 出羽海日本相撲協会理事長が国技館内で自殺未遂。
- 1962年 - 「家庭用品品質表示法」公布[4]。
- 1970年 - オハイオ州のケント大学でベトナム反戦デモの学生4人が州兵に射殺される。（ケント州立大学銃撃事件）
- 1974年 - 堀江謙一が小型ヨット「マーメイド3世号」での単独無寄港世界一周を終え大阪に帰港。世界で3人目。
- 1974年 - 中世古直子、内田昌子、森美枝子の3人の日本人女性が、シェルパのジャンブーと共がマナスルの登頂に成功。女性初の8000メートル峰の登頂。なお、翌年5月16日、田部井淳子が女性初のエベレスト登頂を果たす。
- 1979年 - イギリスで保守党のマーガレット・サッチャーが首相に就任。
- 1988年 - ペプコン大爆発。
- 1989年 - 金星探査機「マゼラン」を搭載したスペースシャトル「アトランティス」を打ち上げ。同日中にマゼランを射出。
- 1990年 - ソビエト連邦の崩壊: ソ連のラトビア共和国最高会議が「独立の回復に関する宣言」を採択。
- 1993年 - 国際連合カンボジア暫定統治機構の文民警官として派遣されていた高田晴行が、武装ゲリラの襲撃を受けて殉職。
- 1997年 - 奈良県月ヶ瀬村女子中学生殺害事件が発生する[5]。
- 2019年 - 今上天皇の即位後、初の一般参賀が行われる[6]。
- 2022年 - 元アルゼンチン代表のサッカー選手、ディエゴ・マラドーナが、1986年ワールドカップ準々決勝で、「神の手」・「五人抜き」ゴールを決めた時に着用していたユニホームが、スポーツ関連商品史上最高額の714万2500ポンドで落札される[7]。

## 誕生日

### 人物

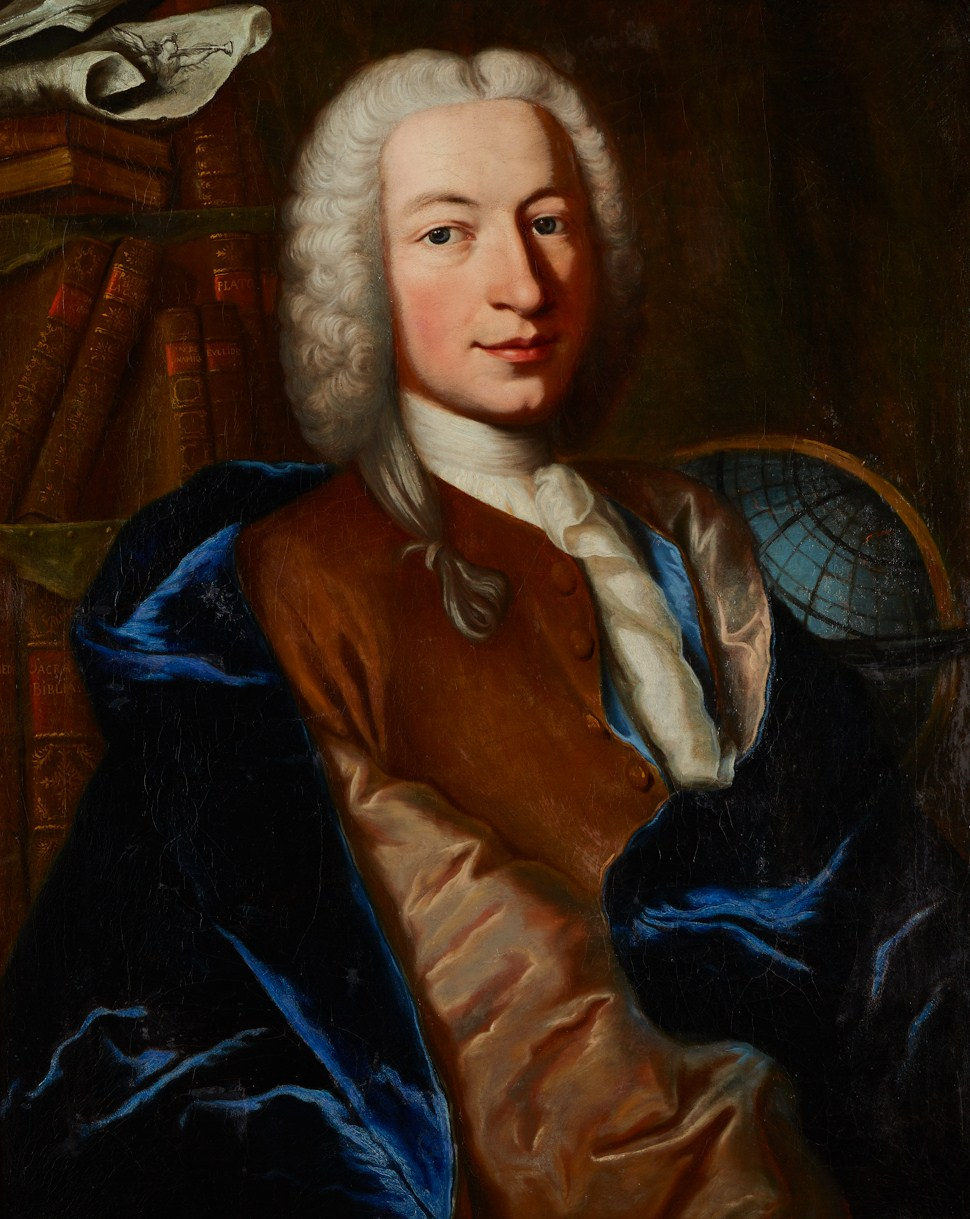
天文学者ジャン＝フィリップ・ロワ・ド・シェゾー(1718-1751)誕生。

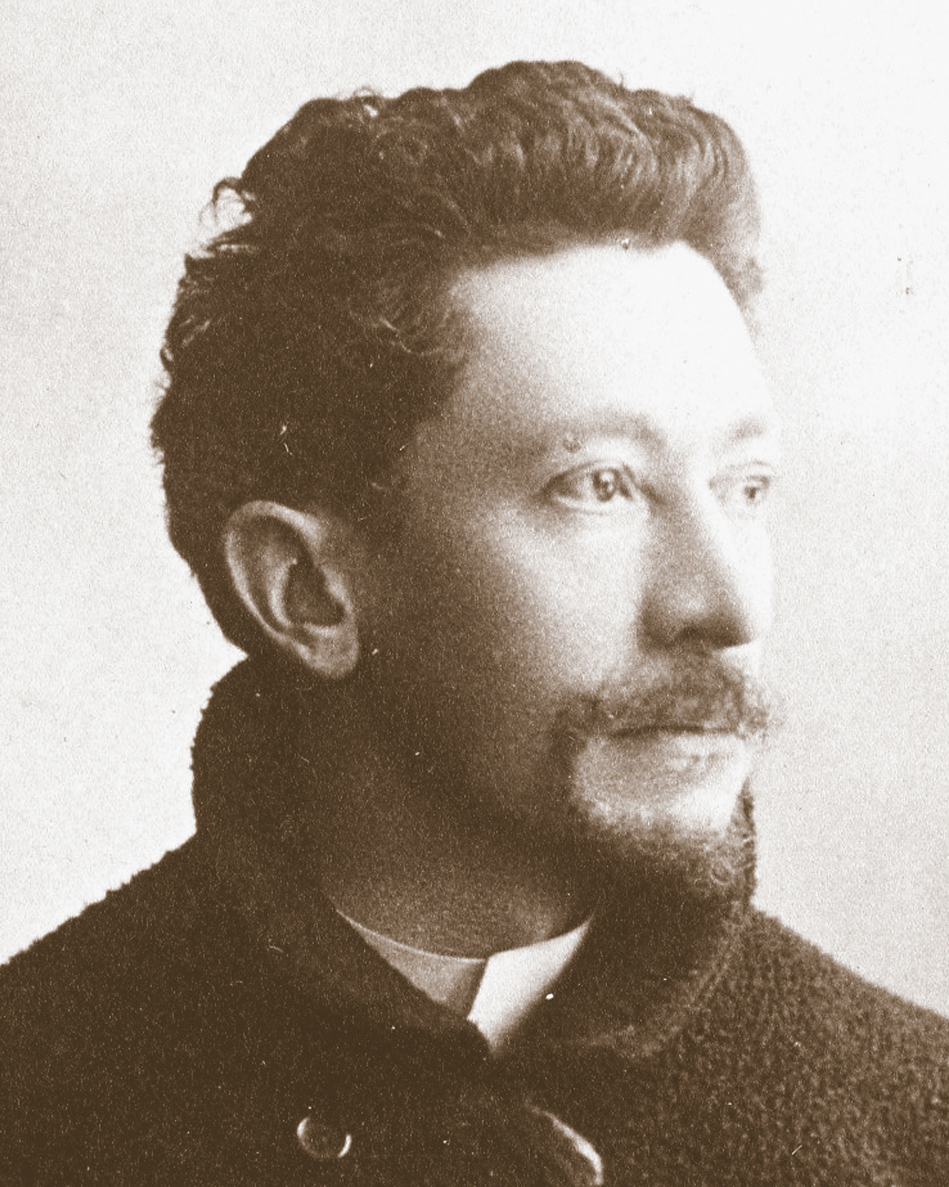
アール・ヌーヴォーのガラス工芸家、エミール・ガレ(1864-1904)誕生。

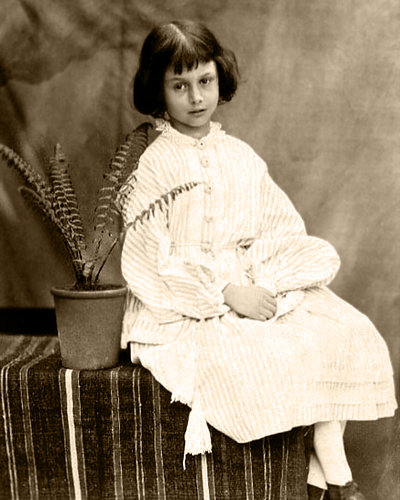
『不思議の国のアリス』のモデルとなった少女アリス・リデル(1852-1934)誕生。画像はルイス・キャロル撮影。

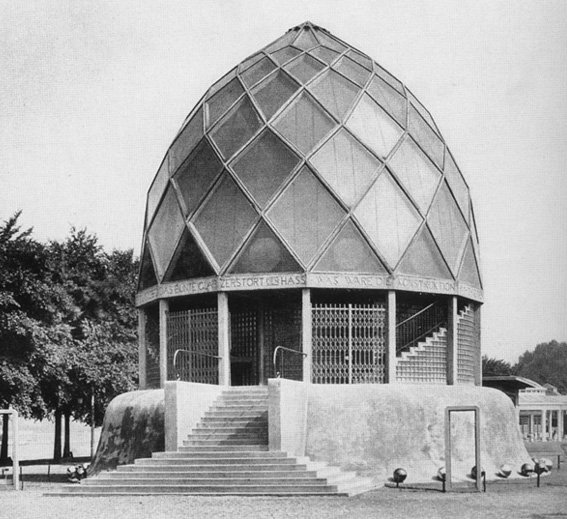
建築家ブルーノ・タウト(1880-1938)誕生。画像は『ガラス・パヴィリオン』(1914)

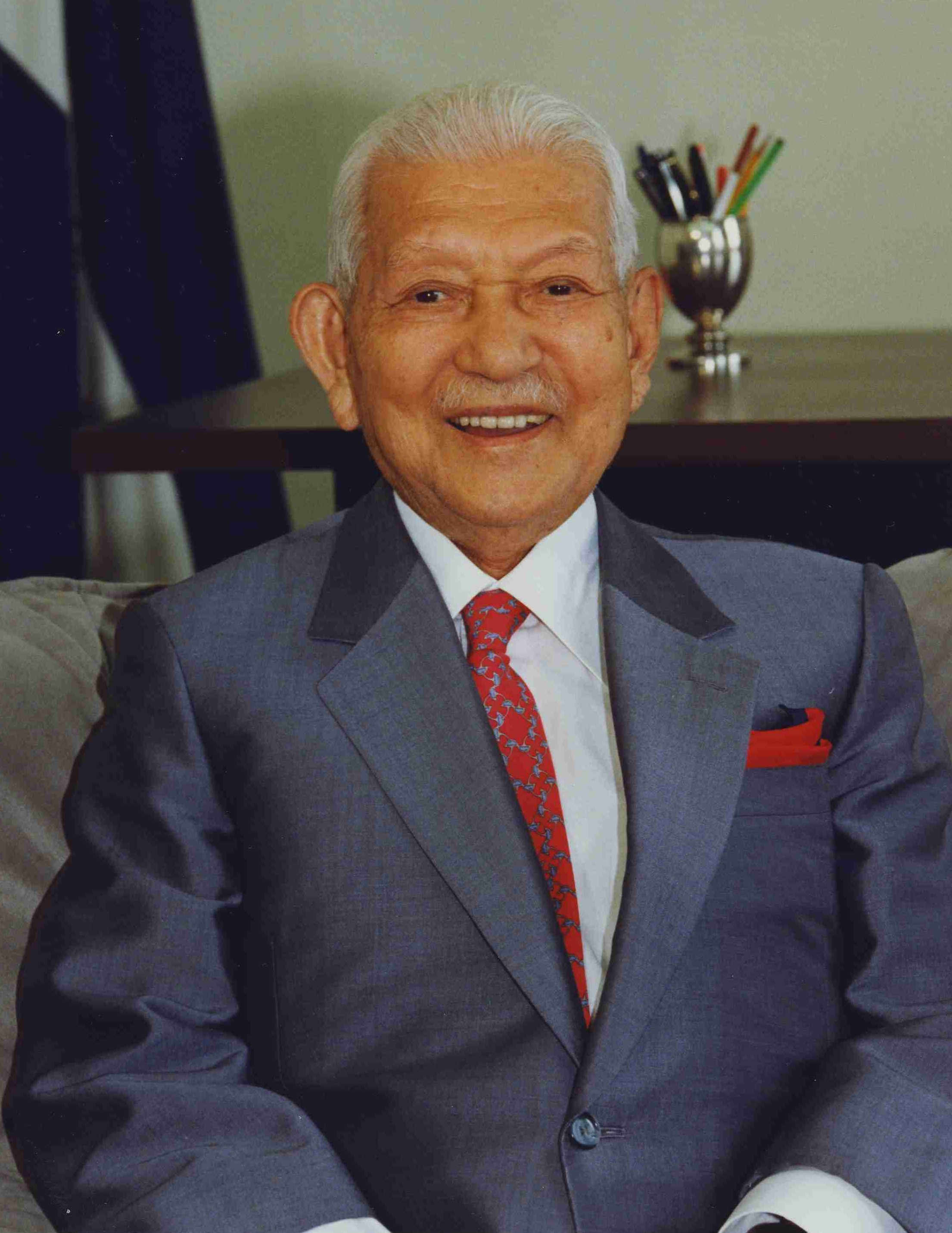
公益財団法人日本財団創設者笹川良一(1899-1995)誕生。

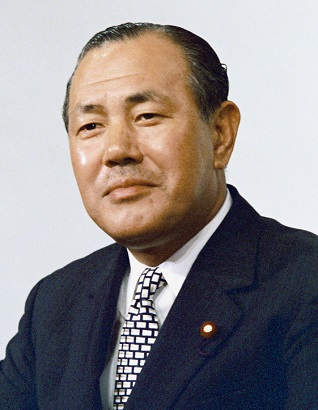
第64・65代日本国内閣総理大臣、田中角栄(1918-1993)誕生。

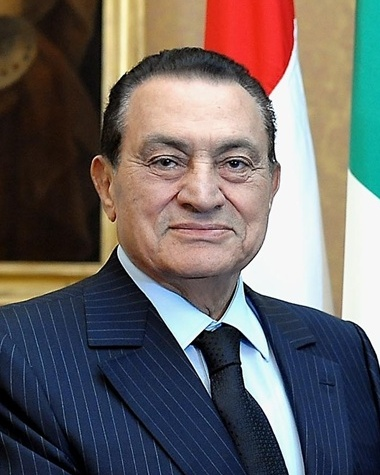
エジプト第4代大統領、ホスニー・ムバーラク(1928-2020)誕生。

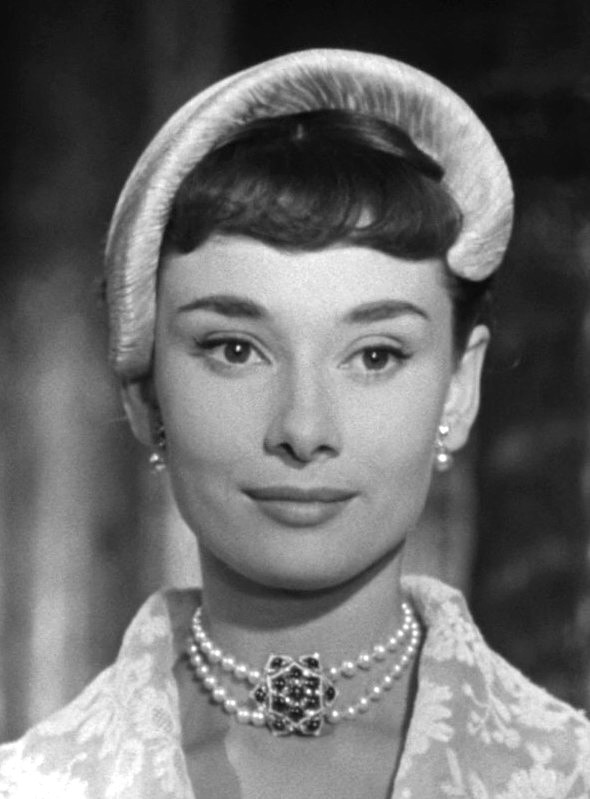
女優オードリー・ヘプバーン(1929-1993)。『ローマの休日』(1953)などで一世を風靡した。

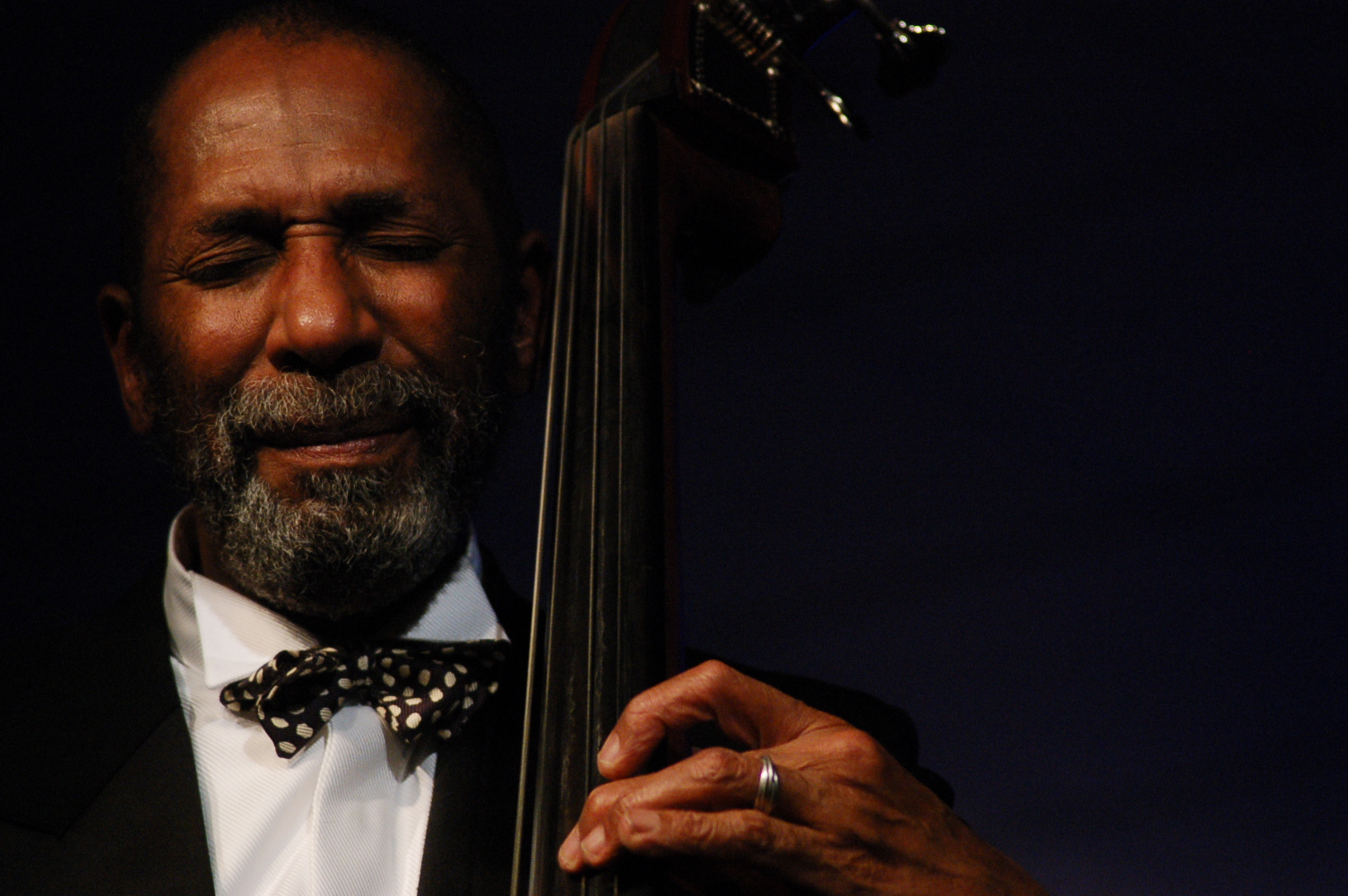
ジャズ・ベーシスト、ロン・カーター(1937-)誕生。

- 1008年 - アンリ1世、フランス王（+ 1060年）
- 1649年 - チャトラサール、北インド、ブンデールカンド地方の領主（+ 1731年）
- 1654年（順治11年3月18日） - 康熙帝、第4代清皇帝（+ 1722年）
- 1655年 - バルトロメオ・クリストフォリ、楽器製作者（+ 1732年）
- 1677年 - フランソワーズ・マリー・ド・ブルボン、オルレアン公フィリップ2世の妻（+ 1749年）
- 1718年 - ジャン＝フィリップ・ロワ・ド・シェゾー、天文学者（+ 1751年）
- 1724年（享保9年4月12日） - 奥平昌敦、中津藩主（+ 1758年）
- 1733年 - ジャン＝シャルル・ド・ボルダ、数学者、物理学者、政治学者（+ 1799年）
- 1739年（元文4年3月27日） - 津軽信寧、弘前藩主（+ 1784年）
- 1752年 - ジョン・ブルックス、政治家（+ 1825年）
- 1752年（宝暦2年3月21日） - 松平乗完、西尾藩主（+ 1793年）
- 1769年（明和6年3月28日） - 松平光行、松本藩主（+ 1840年）
- 1770年 - フランソワ・ジェラール (François Gérard)、画家（+ 1837年）
- 1776年 - ヨハン・フリードリヒ・ヘルバルト、哲学者、教育学者（+ 1841年）
- 1777年 - ルイ・テナール、化学者（+ 1857年）
- 1796年 - ホーレス・マン、教育改革者、奴隷制度廃止論者。（+ 1859年）
- 1806年（文化3年3月16日） - 藤田東湖、儒学者（+ 1855年）
- 1808年 - アグスティン・フェルナンド・ムニョス、スペイン女王イサベル2世の母后マリア・クリスティーナ・デ・ボルボン＝ドス・シシリアスの身分違いの再婚相手（+ 1873年）
- 1810年 - アレクサンドル・ヴァレフスキ、政治家、貴族。（+ 1868年）
- 1815年 - デリーナ・フィルキンス、スーパーセンテナリアン（+ 1928年）
- 1816年（文化13年4月8日） - 五島盛成、福江藩主・子爵（+ 1890年）
- 1825年 - トマス・ヘンリー・ハクスリー、生物学者（+ 1895年）
- 1826年 - フレデリック・エドウィン・チャーチ、画家 （+ 1900年）
- 1827年 - ジョン・ハニング・スピーク、探検家（+ 1864年）
- 1836年 - ウィリアム・ウィテーカー、地質学者（+ 1925年）
- 1846年 - エミール・ガレ、ガラス工芸家（+ 1904年）
- 1847年 - ミレナ・ヴコティッチ、モンテネグロ王ニコラ1世の妃（+ 1923年）
- 1851年 - トマス・デューイング、画家（+ 1938年）
- 1852年 - アリス・プレザンス・リデル、『不思議の国のアリス』『鏡の国のアリス』の主人公のモデル（+ 1934年）
- 1860年 - エミール・フォン・レズニチェク、作曲家（+ 1945年）
- 1860年 - ハンス・G・F・グロス、軍人、気球、飛行船の製作者（+ 1924年）
- 1867年（慶応3年4月1日） - 三島彌太郎、第8代日本銀行総裁（+ 1919年）
- 1868年（慶応4年4月12日） - 井上剛一、弁護士、政治家（+ 1946年）
- 1870年（明治3年4月4日） - 鳥居龍蔵、考古学者、人類学者、民俗学者（+ 1953年）
- 1870年 - アレクサンドル・ベノワ、美術家、舞台デザイナー（+ 1960年）
- 1873年 - ジョセフ・ド・グラス、映画監督、脚本家、俳優、映画プロデューサー（+ 1940年）
- 1874年 - ベルンハルト・ヘトガー、彫刻家（+ 1949年）
- 1875年 - 関屋貞三郎、官僚（+ 1950年）
- 1876年 - 近松秋江、小説家、評論家（+ 1944年）
- 1878年 - 平野千恵子、浮世絵研究者、ボストン美術館司書・特別研究員（+ 1939年）
- 1880年 - ブルーノ・タウト、建築家（+ 1938年）
- 1882年 - 堀切善兵衛、政治家、第26代衆議院議長（+ 1946年）
- 1882年 - カレル・ドミン、植物学者、政治家（+ 1953年）
- 1883年 - 汪兆銘、政治家（+ 1944年）
- 1883年 - 佐々木邦、作家（+ 1964年）
- 1883年 - 川村多実二、生物学者（+ 1964年）
- 1883年 - ニコライ・マルコ、指揮者（+ 1961年）
- 1885年 - レオ・シロタ、ピアニスト（+ 1965年）
- 1888年 - 小泉信三、経済学者（+ 1966年）
- 1889年 - フランシス・スペルマン、カトリック教会のニューヨーク大司教、教皇ピウス12世の枢機卿（+ 1967年）
- 1890年 - 鈴木惣太郎、野球人、プロ野球指導者（+ 1982年）
- 1891年 - フレデリック・ジャコビ、作曲家（+ 1952年）
- 1892年 - 大村清一、政治家（+ 1968年）
- 1895年 - コーネリウス・ヴァン・ティル、神学者（+ 1987年）
- 1895年 - ルネ・マイエール、（+ 1972年）
- 1897年 - 芹沢光治良、小説家（+ 1993年）
- 1888年 - 小泉信三、経済学者、第7代慶應義塾長（+ 1966年）
- 1898年 - 沼知福三郎、機械工学者（+ 1982年）
- 1898年 - マリア・コルダ、女優（+ 1976年）
- 1899年 - 笹川良一、政治家、初代日本船舶振興会会長（+ 1995年）
- 1899年 - 木村陽山、書道家、筆研究家（+ 1986年）
- 1901年 - 富永太郎、詩人、画家、翻訳家（+ 1925年）
- 1902年 - 鏡岩善四郎、元大相撲力士、年寄8代粂川（+ 1954年）
- 1903年 - ルーサー・アドラー、俳優（+ 1984年）
- 1903年 - アンナ・フォン・ザクセン、ザクセン王フリードリヒ・アウグスト3世の末娘（+ 1976年）
- 1904年 - ウム・クルスーム、歌手（+ 1975年）
- 1904年 - ホアキン・ガルシア＝モラト、スペイン内戦でのエース・パイロット（+ 1939年）
- 1905年 - シェイベル・マーチャーシュ、作曲家 （+ 1960年）
- 1907年 - 大江巳之助 (4代目)、文楽人形師（+ 1997年）
- 1907年 - ウォルター・ウォルシュ、元射撃選手（+ 1997年）
- 1911年 - 坂東好太郎、歌舞伎役者、俳優（+ 1981年）
- 1911年 - 古谷倉之助、元プロ野球選手（+ 1961年）
- 1911年 - ニコル・ヴェドレス、著述家、映画監督、映画理論家（+ 1965年）
- 1912年 - 岡村俊昭、元プロ野球選手（+ 1996年）
- 1913年 - 森繁久彌、俳優（+ 2009年）
- 1913年 - エカテリニ 、ギリシャ王 コンスタンティノス1世とその妃ソフィア・ティス・プロシアスの三女、第6子（+ 2007年）
- 1913年 - ペリクレ・ファッツィーニ、彫刻家（+ 1987年）
- 1914年 - 前田山英五郎、大相撲第38代横綱、年寄4代高砂（+ 1971年）
- 1914年 - 井筒俊彦、言語学者、イスラーム学者、哲学者（+ 1993年）
- 1916年 - ジェイン・ジェイコブズ、作家、ジャーナリスト（+ 2006年）
- 1917年 - ジークフリート・フライターク、ドイツ空軍のエース・パイロット（+ 2003年）
- 1917年 - ニック・ホアキン、フ小説家、ジャーナリスト（+ 2004年）
- 1918年 - 唐沢隆三、俳人、作家（+ 2011年）
- 1918年 - 田中角栄、政治家、第64・65代内閣総理大臣（+ 1993年）
- 1919年 - 沢田敏男、土木工学者（+ 2017年）
- 1919年 - ドリー・ファンク・シニア、プロレスラー（+ 1973年）
- 1920年 - 中谷信夫、元プロ野球選手（+ 1992年）
- 1921年 - 千葉乗隆、、浄土真宗本願寺派僧侶、仏教学者、元龍谷大学学長、元相愛学園長（+ 2008年）
- 1922年 - アレックス・ランドルフ、ボードゲームデザイナー、ライター（+ 2004年）
- 1924年 - タチアナ・ニコラーエワ、ピアニスト・音楽教師（+ 1993年）
- 1925年 - ブザーンスキー・イェネー、元サッカー選手、指導者（+ 2015年）
- 1926年 - 落合東朗、ロシア文学研究者、評論家
- 1926年 - ウンベルト・マセッティ、オートバイレーサー（+ 2006年）
- 1928年 - ホスニー・ムバーラク、政治家、エジプト第4代大統領（+ 2020年）
- 1928年 - メイナード・ファーガソン、ジャズトランペット奏者（+ 2006年）
- 1928年 - ヴォルフガング・フォン・トリップス、レーサー（+ 1961年）
- 1928年 - ラーシュ・グリン、ジャズのバリトン ・サックス奏者、ピアノ奏者（+ 1976年）
- 1929年 - オードリー・ヘプバーン、女優（+ 1993年）
- 1929年 - 仲谷昇、俳優（+ 2006年）
- 1929年 - マヌエル・コントレラス、軍人（+ 2015年）
- 1929年 - ロナルド・ゴリアテ、 俳優 、コメディアン（+ 2005年）
- 1929年 - ヨハン・オットー・フォン・スプレッケルセン、建築家（+ 1987年）
- 1930年 - キャサリン・ジャクソン、ジャクソン5の母
- 1930年 - ロバータ・ピータース、ソプラノ歌手（+ 2017年）
- 1931年 - ゲンナジー・ロジェストヴェンスキー、指揮者
- 1932年 - 樋口恵子、評論家
- 1932年 - 青山浩、元プロ野球選手
- 1935年 - ガボール・ソモライ、化学者（+ 2025年）
- 1935年 - ジョゼ・ルアンディーノ・ヴィエイラ、小説家
- 1936年 - 正司花江、漫才師、女優
- 1937年 - 小沢遼子、評論家
- 1937年 - 富永格郎、元プロ野球選手
- 1937年 - ロン・カーター、ジャズベーシスト
- 1937年 - ディック・デイル、ギタリスト
- 1937年 - 米山宏作、実業家、元ヨネックス社長（+ 2024年）
- 1938年 - カルロス・モンシバイス、現代作家、評論家
- 1939年 - アモス・オズ、作家、ジャーナリスト
- 1939年 - ポール・グリーソン、俳優（+ 2006年）
- 1940年 - ロビン・クック 、作家
- 1940年 - 松本キミ子、彫刻家、美術教師（+ 2022年）
- 1942年 - 永淵洋三、元プロ野球選手
- 1942年 - 淺瀬川健次、元大相撲力士
- 1943年 - ゲオルギ・アスパルホフ、元サッカー選手
- 1944年 - 阪口慶三、高校野球指導者
- 1944年 - 肥田隆行、元スピードスケート選手
- 1944年 - ルシー・テイラー、女優、声優（+ 2019年）
- 1944年 - モニカ・ブライプトロイ、女優、脚本家（+ 2009年）
- 1946年 - 青山和子、歌手
- 1946年 - 玄武満、元大相撲力士、タレント
- 1946年 - ジョン・ワトソン、F1ドライバー
- 1946年 - ジョン・バーナード、レーシングカーデザイナー
- 1947年 - 林千代作、元プロ野球選手
- 1947年 - リチャード・ジェンキンス、俳優
- 1947年 - シーダ・スコチポル、社会学者、政治学者
- 1948年 - 若獅子茂憲、元大相撲力士
- 1948年 - ジョージ・トゥポウ5世、トンガ国王（+ 2012年）
- 1949年 - グレアム・スウィフト、小説家
- 1951年 - 近藤房之助、歌手
- 1951年 - 佐藤忠志、教育評論家（+ 2019年）
- 1951年 - ジャッキー・ジャクソン、歌手
- 1951年 - 播竜山孝晴、元大相撲力士、年寄12代待乳山
- 1951年 - ミック・マーズ、ギタリスト（モトリー・クルー）
- 1951年 - ロルフ・デ・ヒーア、映画監督、脚本家
- 1952年 - ジェイコブ・ミラー、レゲエシンガー（+ 1980年）
- 1952年 - アントニー・ハミルトン、俳優（+ 1995年）
- 1952年 - 唐国強、俳優
- 1953年 - 江原正士、俳優、声優
- 1953年 - 佐伯真一、国文学者、青山学院大学名誉教授
- 1953年 - オリータ・アダムス、ソウル、ジャズ、ゴスペルシンガー、ピアニスト
- 1954年 - クリストファー・W・A・スピルマン、思想史研究者
- 1956年 - 小池寿子、美術史家
- 1956年 - 松野哲、政治家、北海道岩見沢市長
- 1956年 - 大慈彌功、元プロ野球選手
- 1956年 - 馮智英、女優、歌手
- 1956年 - ウルリケ・マイフェルト、陸上競技選手
- 1956年 - デイヴィッド・グターソン、作家、詩人、ジャーナリスト、エッセイスト
- 1956年 - 火坂雅志、小説家（+ 2015年）
- 1957年 - 山田美保子、放送作家、コラムニスト
- 1958年 - キース・ヘリング、アーティスト（+ 1990年）
- 1958年 - 高元勝彦、元プロ野球選手
- 1959年 - 西口裕治、元プロ野球選手
- 1959年 - ランディ・トラヴィス、カントリー・ミュージック歌手、作曲家、俳優
- 1959年 - 嶋田衛、ミュージシャン（GARDEN）
- 1959年 - 嶋田繁、ミュージシャン（GARDEN）
- 1960年 - ヴェルナー・ファイマン、政治家
- 1961年 - 水谷イズル、現代美術家
- 1961年 - 片岡操、サッカー指導者
- 1961年 - ルイス・エレラ、元自転車競技選手
- 1962年 - 川村一明、元プロ野球選手
- 1962年 - 片山耕、俳優、音楽家（+ 2000年）
- 1962年 - 田中圭一、漫画家
- 1962年 - 菅佐原隆幸、元アナウンサー
- 1964年 - ロッコ・シフレディ、元ポルノ男優、俳優
- 1965年 - 杉田あきひろ、歌手
- 1965年 - 坂巻正巳、元競輪選手
- 1966年 - 山口敬之、ジャーナリスト
- 1966年 - 白鳥浩徳、元プロ野球選手
- 1967年 - 笠原竜司、俳優、声優
- 1967年 - 矢島晶子[8]、声優
- 1697年 - 岡崎洋、将棋棋士
- 1967年 - 山野和明、元プロ野球選手
- 1968年 - 菊池桃子、女優、タレント
- 1968年 - 清水泰次、ベーシスト、元怒髪天
- 1969年 - 小池田マヤ、漫画家
- 1969年 - 二本木かおり、映画評論家、音楽評論家
- 1970年 - やまだひさし、ラジオDJ
- 1970年 - 星野おさむ、元プロ野球選手
- 1970年 - ウィル・アーネット、俳優、声優
- 1970年 - ドーン・ステーリー、元バスケットボール選手、指導者
- 1971年 - 伊東孝明、俳優、声優
- 1971年 - 田野聖子、女優、声優、映画監督
- 1971年 - 後藤利幸、元プロ野球選手
- 1971年 - ジョー・ボロウスキー、元プロ野球選手
- 1972年 - 世界のうめざわ、お笑い芸人
- 1972年 - マイク・ダーント、ミュージシャン（グリーン・デイ）
- 1973年 - たむらけんじ、お笑いタレント
- 1973年 - 谷口功一、元プロ野球選手
- 1973年 - 西芳弘、元プロ野球選手
- 1973年 - ギジェルモ・バロスケロット、元サッカー選手、指導者
- 1974年 - ミゲル・カイロ、元プロ野球選手
- 1974年 - トニー・マッコイ、元騎手
- 1975年 - 竹田敏浩、SASUKEオールスターズ
- 1975年 - チャン・フン、映画監督
- 1975年 - パブロ・ルイス、歌手、俳優、ダンサー
- 1975年 - 左海誠二、調教師、騎手（+ 2023年）
- 1976年 - ANZA、女優
- 1976年 - 高橋亮平、政治家
- 1976年 - ジェイソン・マイケルズ、プロ野球選手
- 1976年 - ベン・グリーブ、元プロ野球選手
- 1976年 - 波戸康広、元サッカー選手
- 1977年 - 竹内康晃、お笑いタレント（元ハロ）
- 1977年 - 斎藤制剛、柔道家
- 1977年 - マリアーノ・ペルニア、元サッカー選手
- 1978年 - 小野大輔[9]、声優、歌手
- 1978年 - 菅原大介、サッカー指導者
- 1978年 - イゴール・ビシュチャン、サッカー選手
- 1979年 - ランス・バス、歌手、俳優
- 1979年 - ダニー・バード、ドラムンベースDJ、プロデューサー、ミュージシャン
- 1980年 - 大黒将志、サッカー選手
- 1980年 - 鈴木徹、陸上競技選手
- 1980年 - 高橋よしえ、マルチクリエイター、ローカルタレント、作曲家、モデル
- 1980年 - 光永亮太、歌手
- 1980年 - 濱本りか、アナウンサー
- 1981年 - 平沢健治、調教助手、元騎手
- 1981年 - 畠山昌人、元プロボクサー、元日本ライトフライ級王者
- 1981年 - マシュー・デイヴィス、フィギュアスケート選手
- 1981年 - ダロン・ウィークス、シンガーソングライター（アイ・ドント・ノウ・ハウ・バット・ゼイ・ファウンド・ミー、元パニック!アット・ザ・ディスコ）
- 1981年 - エリック・ジェンバ＝ジェンバ、サッカー選手
- 1981年 - 裵英洙、元プロ野球選手
- 1981年 - 李禹旼、元プロ野球選手
- 1982年 - 茅森早香、プロ雀士
- 1982年 - 藤原規衣、アナウンサー
- 1982年 - 星孝典、元プロ野球選手
- 1983年 - 安部真弘、漫画家
- 1983年 - 知念芽衣、キャスター、フリーアナウンサー
- 1983年 - 下敷領悠太、元プロ野球選手
- 1983年 - 木更津与兵衛、元野球選手、俳優
- 1983年 - ルベン・オリベーラ、サッカー選手
- 1984年 - サラ・マイアー、フィギュアスケート選手
- 1984年 - ブレント・ウェリントン、プロレスラー
- 1984年 - ケビン・スローイー、プロ野球選手
- 1985年 - 飛留間恵、タレント
- 1985年 - 坂井遼太郎、元プロ野球審判員
- 1985年 - フェルナンド・ルイス・ローザ、サッカー選手
- 1985年 - 河村さやか、元気象キャスター
- 1986年 - 江頭ゆい、タレント
- 1986年 - 高橋ピーチももか、元アイドル（Nゼロ）
- 1986年 - ジョージ・ヒル、バスケットボール選手
- 1987年 - 黒田としえ、タレント
- 1987年 - セスク・ファブレガス、サッカー選手
- 1987年 - ホルヘ・ロレンソ、モーターサイクルレーサー
- 1987年 - アニェザ・シャヒニ、歌手
- 1988年 - 稲生美紀、グラビアアイドル、タレント
- 1988年 - 宮田愛、ミュージカル俳優
- 1988年 - 洲崎貴郁、お笑いタレント（ラニーノーズ）
- 1988年 - 南波雅俊、TBSアナウンサー
- 1988年 - 田畑茉利名、元競輪選手
- 1988年 - クリスチャン・バーグマン、プロ野球選手
- 1988年 - デヴィッド・グレイ、サッカー選手
- 1988年 - ラジャ・ナインゴラン、サッカー選手
- 1988年 - カイル・シングラー、プロバスケットボール選手
- 1989年 - 花沢将人、俳優、モデル
- 1989年 - 星羅、ファッションモデル
- 1989年 - ジェイク・レマーマン、プロ野球選手
- 1989年 - ジュルタ・ダニエル、競泳選手
- 1989年 - ヘンナ・リンドホルム、元フィギュアスケート選手
- 1989年 - ローリー・マキロイ、プロゴルファー
- 1990年 - 護あさな、女優、元グラビアアイドル
- 1990年 - 高橋まみ、元グラビアアイドル
- 1990年 - 高橋峻希、サッカー選手
- 1990年 - イグナシオ・カマーチョ、サッカー選手
- 1990年 - パトリシオ・フリアン・ロドリゲス、サッカー選手
- 1991年 - 浜田由梨、元グラビアアイドル
- 1991年 - ウベル・パス、プロ野球選手
- 1991年 - キム・ウォンジュン、プロアイスホッケー選手
- 1992年 - 米澤美玖、ジャズ、フュージョンサックス奏者
- 1992年 - 林家扇兵衛、落語家
- 1992年 - 池山智瑛、タレント、モデル、女優
- 1992年 - 近内里緒、元タレント
- 1992年 - イヴァナ・レイトマエロヴァ、フィギュアスケート選手
- 1992年 - ビクター・オラディポ、バスケットボール選手
- 1993年 - ハッサン・タフティアン、陸上競技選手
- 1994年 - 伊藤沙莉、女優
- 1994年 - 阿炎政虎、大相撲力士
- 1994年 - 雅駿介、総合格闘家、元キックボクサー
- 1994年 - 真砂勇介、元プロ野球選手
- 1995年 - 石田雅俊、サッカー選手
- 1995年 - 阿部諒、バスケットボール選手
- 1996年 - 中川あゆみ、歌手
- 1996年 - 内藤もゆの、女優
- 1996年 - 江嶋綾恵梨、アイドル（26時のマスカレイド）
- 1996年 - 秦澄美鈴、走り幅跳び選手、ファッションモデル
- 1997年 - 松本健太、サッカー選手
- 1998年 - 上野花音、アイドル（クレアシオン）
- 1999年 - 田中陸、サッカー選手
- 1999年 - イ・スヒョン、歌手
- 2000年 - ジャン海渡、ファッションモデル、俳優、アーティスト
- 2000年 - 高橋海音、元プロ野球選手
- 2001年 - 山瀬慎之助、プロ野球選手
- 2003年 - 鈴木優愛、女優、グラビアアイドル、タレント
- 2004年 - 谷花音、女優、タレント
- 2009年 - 西山蓮都、子役
- 生年不詳 - MASSATTACK[10]、アーティスト（Spontania）
- 生年不詳 - 田邊美穂、モデル、タレント
- 生年不詳 - やまだひさし、ラジオDJ、ナレーター、声優
- 生年不詳 - 橋本あおい、漫画家
- 生年不詳 - ヤスダスズヒト、漫画家、デザイナー、同人作家
- 非公表 - 段文凝、タレント

### 人物以外（動物など・誕生日）
- 1999年 - タニノギムレット、競走馬
- 2001年 - 志摩ちゃん、フンボルトペンギン、元賢島駅特別駅長[11][12]
- 2003年 - アロンダイト、競走馬

### 誕生花
- ヨウラクユリ（フリチラリア・インペリアリス[13]）

## 忌日

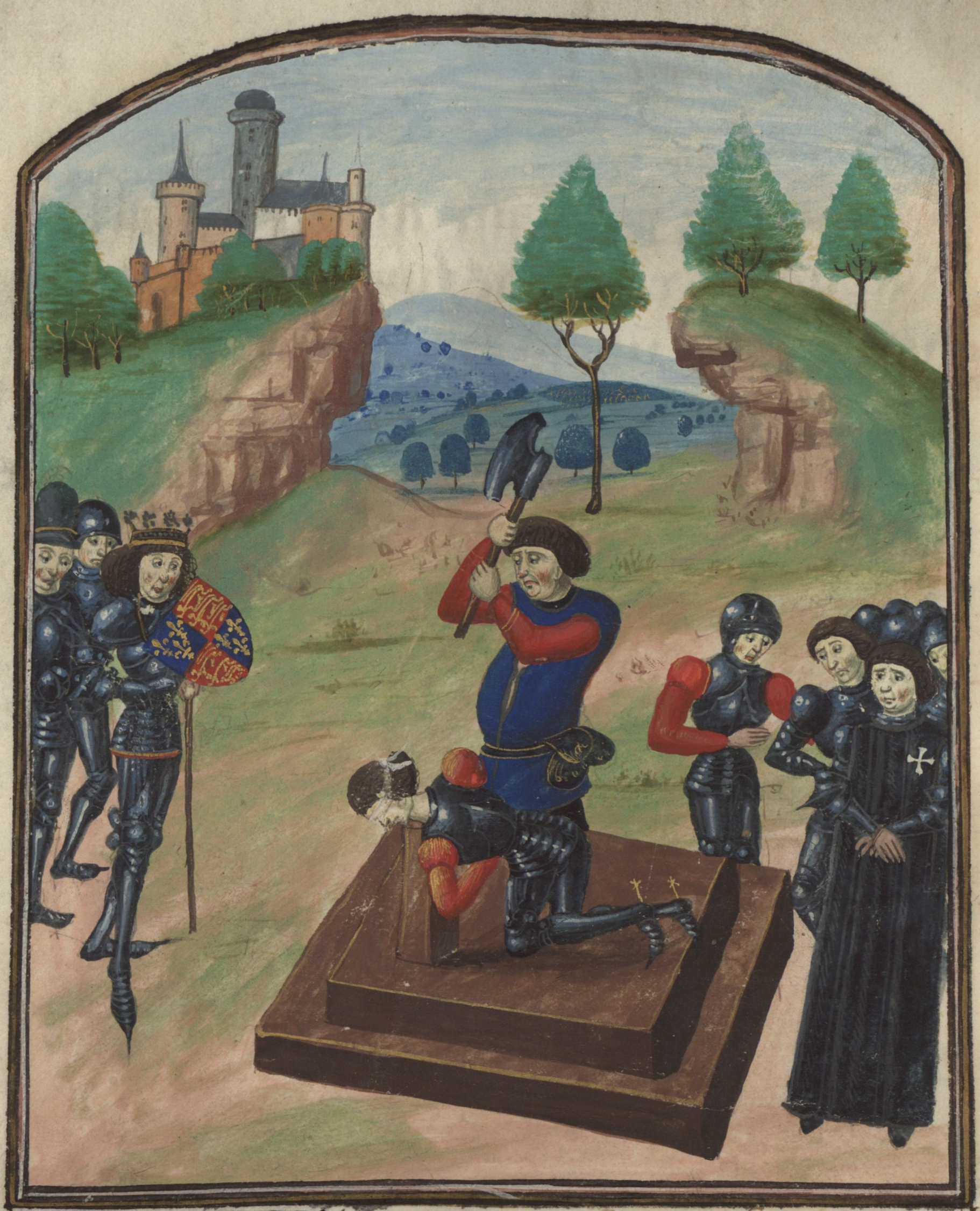
第4代サマセット公エドムンド・ボーフォート(1438?-1471)、テュークスベリーの戦いで捕えられ処刑される。

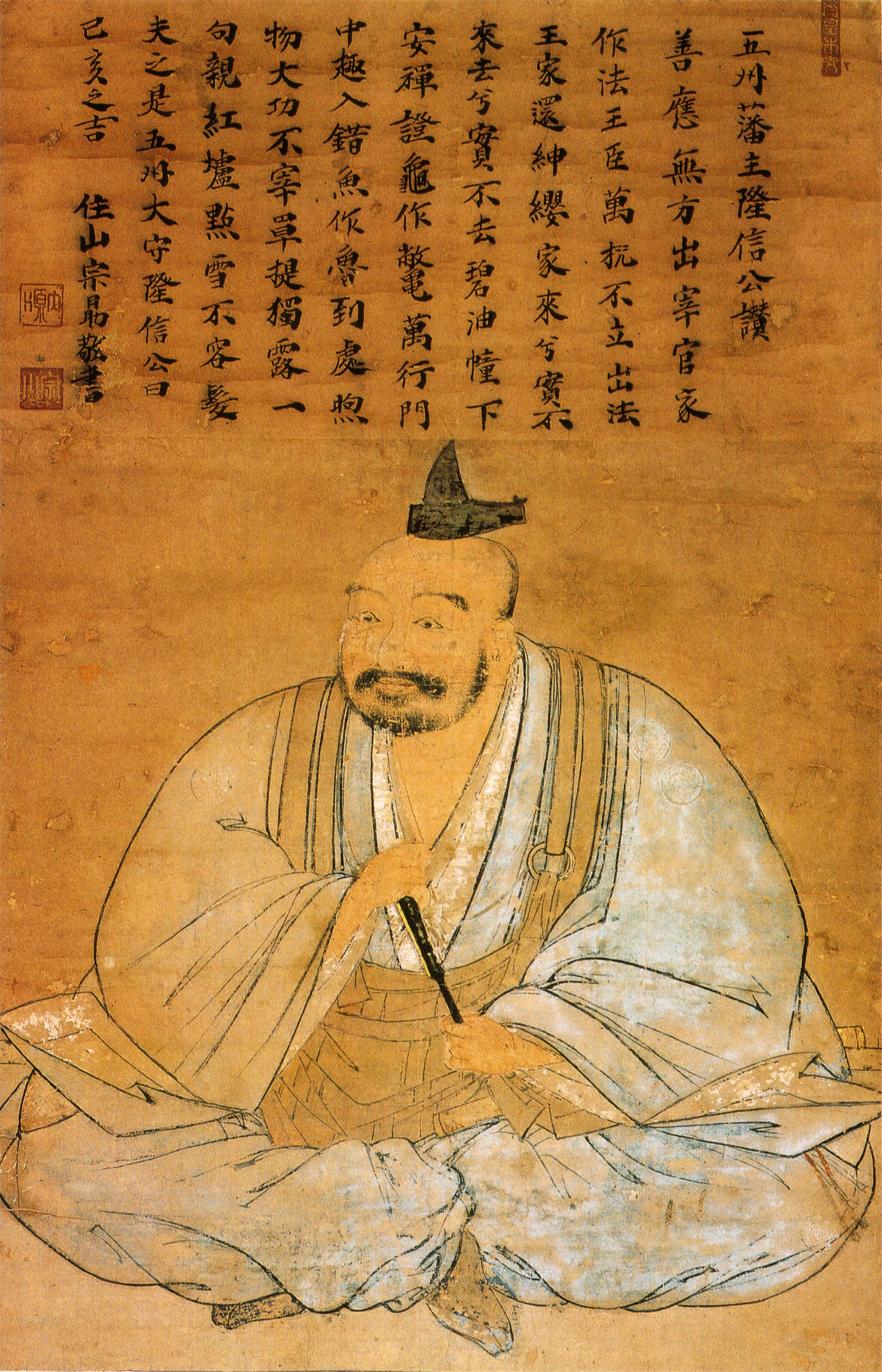
龍造寺隆信(1529-1584)、沖田畷の戦いで戦死。

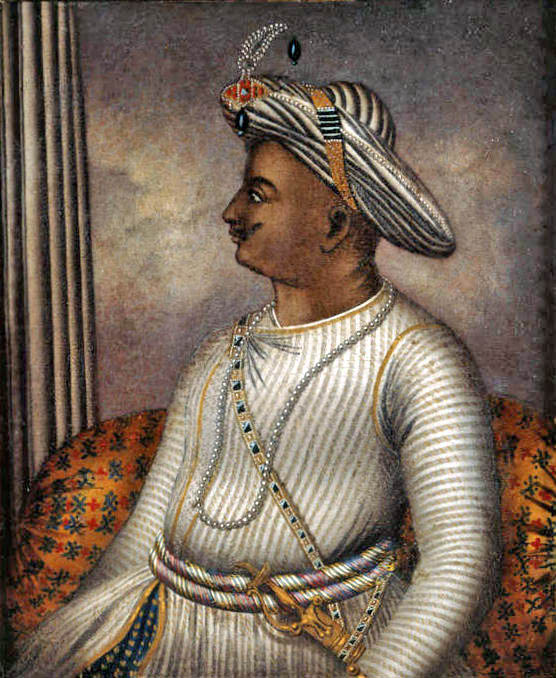
「マイソールの虎」ティープー・スルタン(1750-1799)戦死。

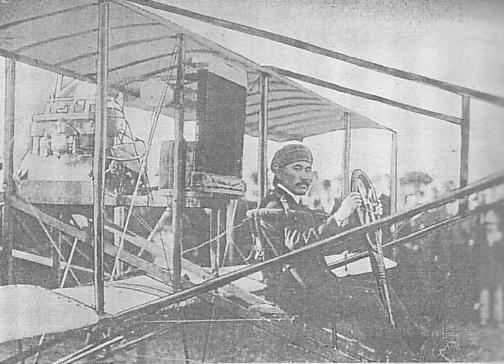
飛行家武石浩玻(1884-1913)、墜落死。

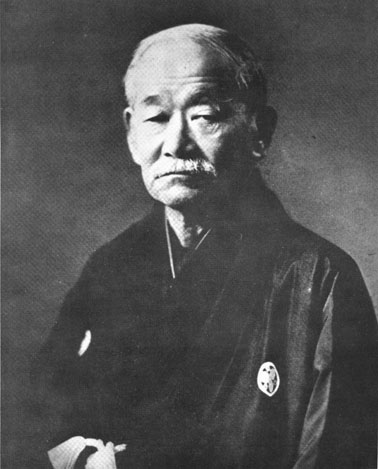
講道館創設者柔道の父、嘉納治五郎(1860-1938)没。

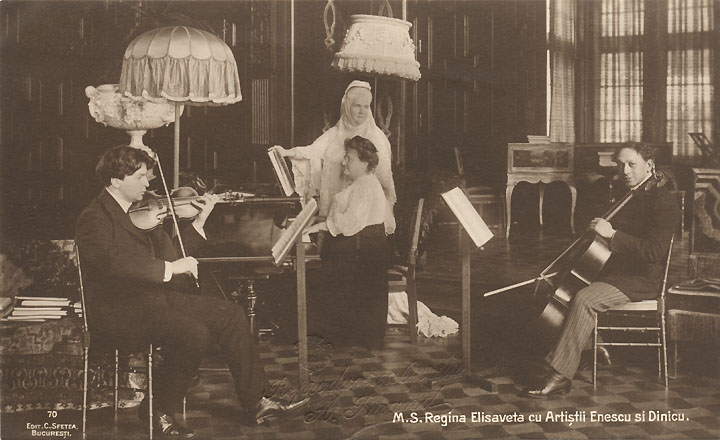
作曲家・ヴァイオリニスト、ジョルジェ・エネスク(画像左; 1881-1955)没。

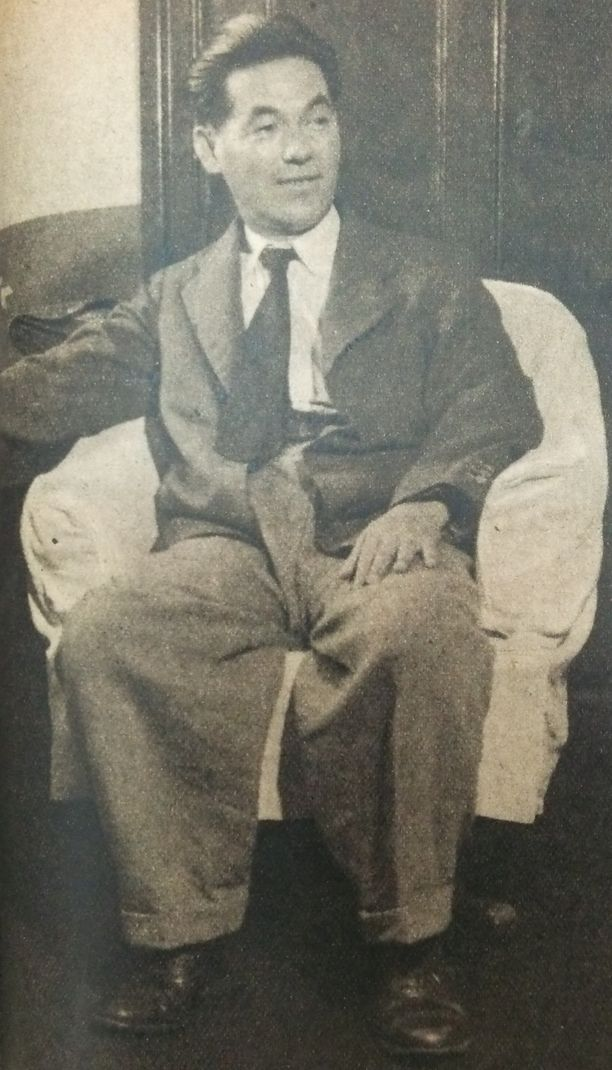
社会運動家、翻訳家、実業家水野成夫(1899-1972)没。南喜一らと大日本再生紙を設立。文化放送・フジテレビ・産経新聞社長を兼任し、フジサンケイグループの基礎を築いた。

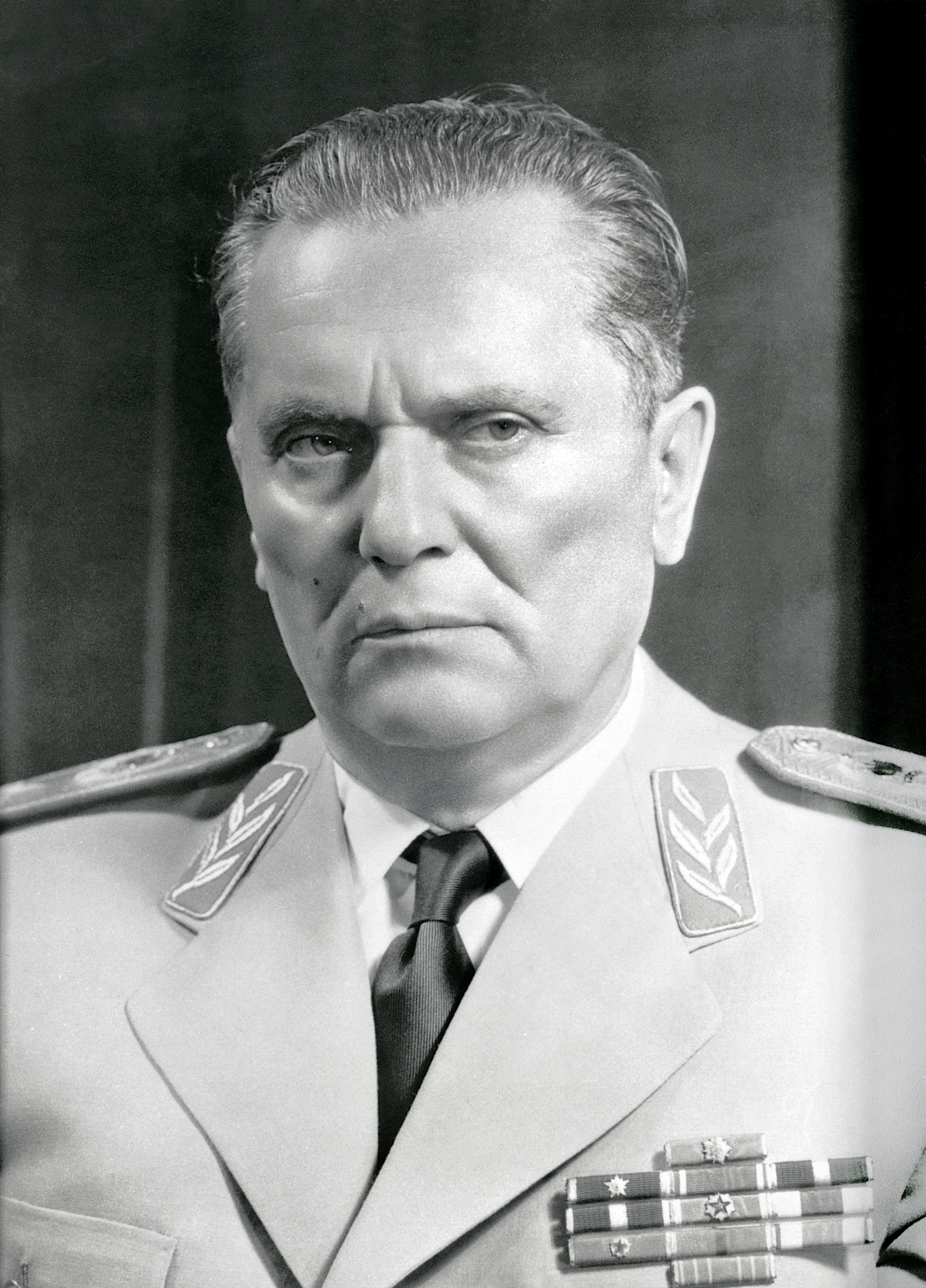
ユーゴスラビアの政治家ヨシップ・ブロズ・チトー(1892-1980)没。

### 人物
- 1003年 - ヘルマン2世、コンラート1世の子
- 1351年（観応2年/正平6年4月8日） - 赤松範資、守護大名
- 1406年 - コルッチョ・サルターティ、ルネサンス期イタリアの政治家、人文主義者（ヒューマニスト) （* 1331年）
- 1471年 - エドムンド・ボーフォート、サマセット公（* 1438年?）
- 1471年 - エドワード・オブ・ウェストミンスター、イングランド王太子（* 1453年）
- 1506年 - フサイン・バイカラ、ティムール朝の君主 （* 1438年）
- 1519年 - ロレンツォ2世・デ・メディチ、ウルビーノ公（* 1492年）
- 1527年（大永7年4月4日） - 肖柏、連歌師、歌人（* 1443年）
- 1531年（享禄4年4月18日） - 吉川国経、国人領主（* 1443年）
- 1556年 - ルカ・ギーニ、イタリアの医師、植物学者 （* 1490年）
- 1574年（天正2年4月14日） - 朝倉景鏡、戦国武将（* 1525年）
- 1584年（天正12年3月24日） - 龍造寺隆信、肥前国の戦国大名（* 1529年）
- 1584年（天正12年3月24日） - 百武賢兼、戦国武将（* 1538年）
- 1584年（天正12年3月24日） - 成松信勝、戦国武将（* 1540年?）
- 1584年（天正12年3月24日） - 江里口信常、戦国武将（* 1548年?）
- 1584年（天正12年3月24日） - 円城寺信胤、戦国武将
- 1604年 - クラウディオ・メールロ、作曲家（* 1533年）
- 1605年 - ウリッセ・アルドロヴァンディ、博物学者 （* 1522年）
- 1611年（慶長16年3月22日） - 本多康重、岡崎藩主（* 1554年）
- 1641年（寛永18年3月25日） - 大友親家、戦国武将（* 1561年）
- 1651年（慶安4年3月15日） - 水野勝成、福山藩初代藩主（* 1565年）
- 1662年（寛文2年3月16日） - 松平信綱、江戸幕府老中（* 1596年）
- 1677年 - アイザック・バロー、数学者（* 1630年）
- 1678年 - アンナ・マリア・ファン・シュルマン、画家、版画家、詩人、哲学者（* 1607年）
- 1721年 - ニコラ・デマレ、フランス財政総監（* 1648年）
- 1722年 - クロード・ジロー、画家、版画家、舞台芸術家（* 1763年）
- 1727年 - ルイ・アルマン2世 (コンティ公)（* 1696年）
- 1730年（享保15年3月18日） - 鍋島吉茂、第4代佐賀藩主（* 1664年）
- 1734年 - ジェームズ・ソーンヒル、画家（* 1765年）
- 1790年 - マシュー・ティルマン、アメリカ独立戦争時の指導者（* 1718年）
- 1796年 (寛政8年3月27日) - 丹羽長貴、第10代二本松藩主 (* 1756年)
- 1799年 - ティープー・スルタン、マイソール王（* 1750年）
- 1816年 - サミュエル・デクスター、アメリカ合衆国財務長官、陸軍長官（* 1761年）
- 1826年 - エリザヴェータ・アレクセーエヴナ、ロシア皇帝アレクサンドル1世の皇后（* 1779年）
- 1858年 - エメ・ボンプラン、探検家（* 1773年）
- 1879年 - ウィリアム・フルード、イギリスの技術者、水力学者および船舶工学者（* 1810年）
- 1884年 - マリア・アンナ・フォン・サヴォイエン、オーストリア皇帝フェルディナント1世の皇后（* 1803年）
- 1891年 - チャールズ・プラット、実業家（* 1830年）
- 1892年 - 奈良専二、農業指導者（老農）（* 1822年）
- 1898年 - ウィリアム・ヘンリー・トレスコット、政治家（* 1822年）
- 1907年 - 鳳凰馬五郎、大相撲大関、年寄5代目宮城野（* 1866年）
- 1912年 - ネッティ・スティーブンス（英語版）、遺伝学者（* 1861年）
- 1913年 - 武石浩玻、飛行機操縦士（* 1884年）
- 1919年 - 井戸泰、医学者（* 1881年）
- 1919年 - ミラン・シュテファーニク、軍人、政治家、天文学者（* 1880年）
- 1921年 - アルフレート・フリート、法学者、平和主義者、ジャーナリスト（* 1864年）
- 1924年 - イーディス・ネズビット、児童文学作家（* 1858年）
- 1925年 - ジョヴァンニ・バッティスタ・グラッシ、動物学者、寄生虫学者（* 1854年）
- 1928年 - 松村任三、植物学者（* 1856年）
- 1930年 - 粕谷義三、政治家（* 1866年）
- 1938年 - 嘉納治五郎、講道館柔道創始者（* 1860年）
- 1938年 - カール・フォン・オシエツキー、ジャーナリスト、平和運動家（* 1889年）
- 1943年 - ジョルジュ・アンドレ、陸上競技選手（* 1889年）
- 1945年 - フェードア・フォン・ボック、ドイツ陸軍の元帥（* 1880年）
- 1945年 - 壺井重治、野球選手（* 1921年）
- 1949年 - ヴァレンティーノ・マッツォーラ、サッカー選手（* 1919年）
- 1952年 - ユーリー・ビリビン、地質学者（* 1901年）
- 1953年 - ロバート・ファーディナンド・ワーグナー、元アメリカ合衆国上院議員（* 1877年）
- 1953年 - 蜂須賀正氏、鳥類学者（* 1903年）
- 1955年 - ジョルジェ・エネスク、作曲家、ヴァイオリニスト（* 1881年）
- 1964年 - アンドレ・ルフェーブル、カーデザイナー（* 1894年）
- 1966年 - エドモンド・ロカール、犯罪学者、ロカールの交換原理提唱者（* 1877年）
- 1966年 - アメデエ・オザンファン、画家（* 1886年）
- 1970年 - 佐川直行、プロ野球スカウト（* 1914年）
- 1972年 - エドワード・カルビン・ケンダル、化学者（* 1886年）
- 1972年 - 鈴木朱雀、画家（* 1891年）
- 1972年 - 水野成夫、社会運動家、翻訳家、実業家、元産業経済新聞社社長、フジテレビジョン（現 フジ・メディア・ホールディングス）創業者（* 1899年）
- 1973年 - 高津春繁、言語学者、古代ギリシア文学研究者、東京大学名誉教授（* 1908年）
- 1975年 - 鈴木十郎、政治家、歌舞伎研究家 、元神奈川県小田原市長（* 1896年）
- 1980年 - 林屋亀次郎、実業家、政治家、元国務大臣（* 1886年）
- 1980年 - ヨシップ・ブロズ・チトー、軍人、政治家、ユーゴスラビア大統領（* 1892年）
- 1980年 - 志村立美、画家（* 1907年）
- 1981年 - 小池新二[14]、デザイン評論家、九州芸術工科大学初代学長、千葉大学名誉教授（* 1901年）
- 1983年 - 寺山修司、劇作家、詩人、作家（* 1935年）
- 1983年 - ニーノ・サンツォーニョ、指揮者（* 1911年）
- 1984年 - 永野重雄、実業家、元富士製鉄社長・新日本製鐵会長（* 1900年）
- 1984年 - ダイアナ・ドース、女優（* 1931年）
- 1985年 - ホレイショ・フィッチ、陸上競技選手（* 1900年）
- 1986年 - 前田久吉、実業家、政治家（* 1893年）
- 1986年 - ゲヴォルク・サラジャン、作曲家、ピアニスト、音楽教育者（* 1919年）
- 1987年 - 森正、指揮者、フルート奏者（* 1921年）
- 1987年 - ポール・バターフィールド、ブルース歌手、ハーモニカ奏者（* 1942年）
- 1991年 - ムハンマド・アブドゥルワッハーブ、作曲家、歌手（* 1902年）
- 1994年 - 悠玄亭玉介、幇間芸人（* 1907年）
- 1995年 - ルイス・クラスナー、ヴァイオリニスト（* 1903年）
- 1995年 - 野添ひとみ、女優（* 1937年）
- 1996年 - 稲葉誠一、弁護士、政治家（* 1918年）
- 1996年 - 二代目桂小南、落語家（* 1920年）
- 1998年 - 丹下キヨ子、歌手、女優（* 1920年）
- 1999年 - 村上実、元プロ野球選手、監督（* 1906年）
- 1999年 - 長洲一二、政治家、公選第8-12代神奈川県知事（* 1919年）
- 2000年 - 仲木繁夫、映画監督（* 1908年）
- 2002年 - シャーリー・ラッセル、衣裳デザイナー（* 1935年）
- 2003年 - セスト・ブルスカンティーニ、バスバリトン歌手（* 1919年）
- 2004年 - トルステン・ヘーゲルストランド、地理学者（* 1916年）
- 2004年 - 新治伸治、プロ野球選手（* 1941年）
- 2004年 - デイヴィッド・ライマー、ジェンダー問題の提起者（* 1965年）
- 2005年 - 渡辺正雄、科学史家、東京大学名誉教授（* 1920年）
- 2006年 - 関嘉彦、思想史家（* 1912年）
- 2006年 - 吉行理恵、詩人、小説家（* 1939年）
- 2006年 - 川崎真弘、作曲家（* 1949年）
- 2007年 - 佐藤大治、実業家、元名鉄百貨店社長（* 1932年）
- 2007年 - 阿知波信介、俳優（* 1940年）
- 2008年 - 黒木正憲、出版人、東京出版創業者（* 1922年）
- 2008年 - コリン・アルバート・マードック、薬剤師、獣医師、発明家（* 1929年）
- 2009年 - 高英男、シャンソン歌手、俳優（* 1918年）
- 2009年 - 金田武、政治家、元北海道紋別市長（* 1922年）
- 2009年 - ドム・デルイーズ、俳優、声優、コメディアン（* 1933年）
- 2010年 - 小原繁男、農業研究家、園芸研究家（* 1925年頃)
- 2010年 - 長洲忠彦、作曲家（* 1932年）
- 2010年 - 嘉納秀郎、実業家、白鶴酒造社長（* 1934年）
- 2010年 - 茅野亮、実業家、すかいらーく創業者（* 1934年）
- 2011年 - 鈴木尚之、労働運動家、市民運動家、元新しい歴史教科書をつくる会事務局長、元鉄道労働組合書記長（* 1947年）
- 2011年 - 津島勝、テレビディレクター、映画監督（* 1947年）
- 2012年 - 岩澤信夫、農業技術者（* 1932年）
- 2012年 - 梅田芳穂、社会運動家（* 1949年）
- 2012年 - ラシディ・イエキニ、サッカー選手（* 1963年）
- 2012年 - アダム・ヤウク、ラッパー、ベーシスト（* 1964年）
- 2013年 - クリスチャン・ド・デューブ、細胞生物学者、生化学者、ノーベル生理学・医学賞受賞者（* 1917年）
- 2013年 - 飯田孝三、実業家、元日本原子力発電社長（* 1923年）
- 2013年 - 尾藤正英、歴史学者、東京大学名誉教授（* 1923年）
- 2013年 - 高崎直道、仏教学者、曹洞宗僧侶、東京大学名誉教授、鶴見大学名誉教授（* 1926年）
- 2013年 - 岩佐寿弥、ドキュメンタリー映画作家（* 1934年）
- 2014年 - 周達生、民族学者、文化人類学者、国立民族学博物館名誉教授（* 1931年）
- 2014年 - 清水義之、銀行家、元十六銀行頭取（* 1932年）
- 2014年 - タチアナ・サモイロワ、女優（* 1934年）
- 2014年 - エレナ・バルタチャ、テニス選手（* 1983年）
- 2015年 - 上野他一、実業家、元クラレ社長（* 1924年）
- 2015年 - DEV LARGE、ヒップホップミュージシャン（* 1969年）
- 2016年 - 高桑栄松、医士、政治家、北海道大学名誉教授（* 1919年）
- 2016年 - ジャン＝バティスト・バガザ、政治家、第2代ブルンジ共和国大統領・第3代国防大臣（* 1946年）
- 2016年 - 三角洋一、国文学者、東京大学名誉教授（* 1948年）
- 2016年 - 神浦元彰、軍事ジャーナリスト（* 1949年）
- 2017年 - ウィリアム・ボーモル、経済学者（* 1922年）
- 2017年 - エドウィン・シェリン、映画監督（* 1930年）
- 2017年 - 福井文雅、天台宗僧侶、仏教学者、早稲田大学名誉教授（* 1934年）
- 2017年 - 小宮山文男[15]、実業家、元銀座ルノアール社長（* 1949年）
- 2018年 - ジークフリート・リーデル、軍人、元ドイツ民主共和国国家人民軍参謀総長（* 1918年）
- 2018年 - 吉野準、警察官僚、第79代警視総監（* 1934年）
- 2018年 - レナーテ・ドレスタイン、作家、ジャーナリスト、フェミニスト（* 1954年）
- 2019年 - s@ko、ラジオパーソナリティ、ローカルタレント（* 1975年）
- 2020年 - 塚田満江、近代文学研究者、京都女子大学名誉教授（* 1918年）
- 2020年 - ドン・シュラ、アメリカンフットボール選手、指導者（* 1930年）
- 2020年 - 青木栄一、地理学者、東京学芸大学名誉教授（* 1932年）
- 2020年 - フロイラン・テノリオ、政治家、第4代北マリアナ諸島知事（* 1939年）
- 2020年 - 渋谷稔也、プロゴルファー（* 1958年）
- 2021年 - 紫竹昭葉、造園家、実業家、元紫竹ガーデン社長（* 1927年）
- 2021年 - 国吉源次、宮古民謡歌手（* 1930年）
- 2021年 - 地主敏夫、司祭、カトリック札幌司教区第2代司教（* 1930年）
- 2021年 - 北町嘉朗、俳優、声優（* 1931年）
- 2021年 - 森下一徹、写真家（* 1939年）
- 2022年 - スタニスラフ・シュシケビッチ、物理学者、政治家、初代ベラルーシ共和国最高会議議長（* 1934年）
- 2022年 - 樹川さとみ、小説家（* 1967年）
- 2023年 - 青木清、動物行動学者、生命倫理学者、上智大学名誉教授（* 1938年）
- 2023年 - 原尞、推理作家、ジャズピアニスト（* 1946年）
- 2023年 - 庄司博史、言語学者、国立民族学博物館名誉教授（* 1949年）
- 2024年 - フランク・ステラ、画家、彫刻家（* 1936年）
- 2024年 - 米山宏作、実業家、元ヨネックス社長（* 1937年）
- 2024年 - 唐十郎、演出家、劇作家、俳優（* 1940年）

### 人物以外（動物など・忌日）
- 2000年 - ハイセイコー、競走馬（* 1970年）

## 記念日・年中行事
- みどりの日 （ 日本、2007年 - ）

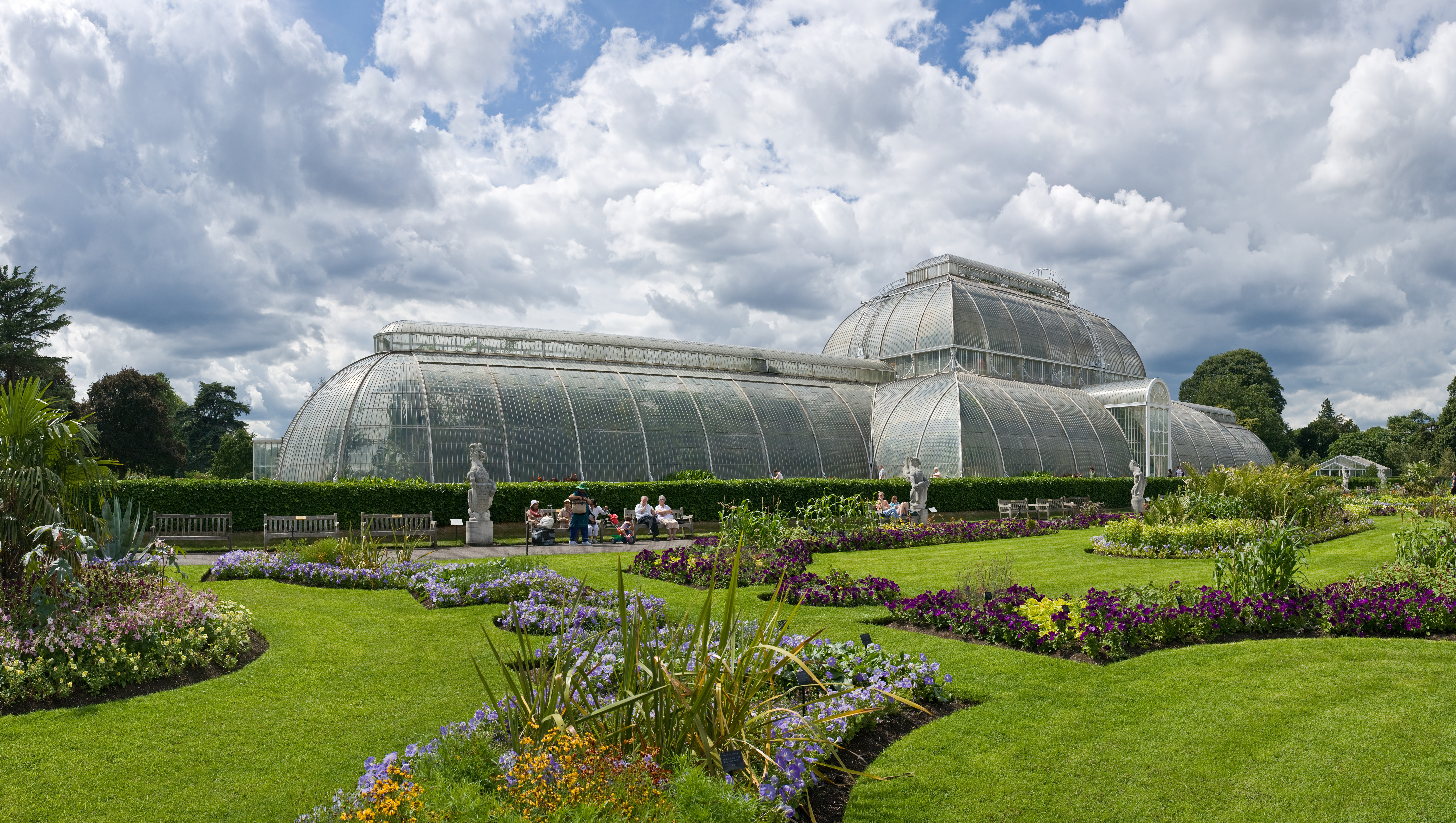
みどりの日、植物園の日。画像はキューガーデンの植物園「パーム・ハウス」

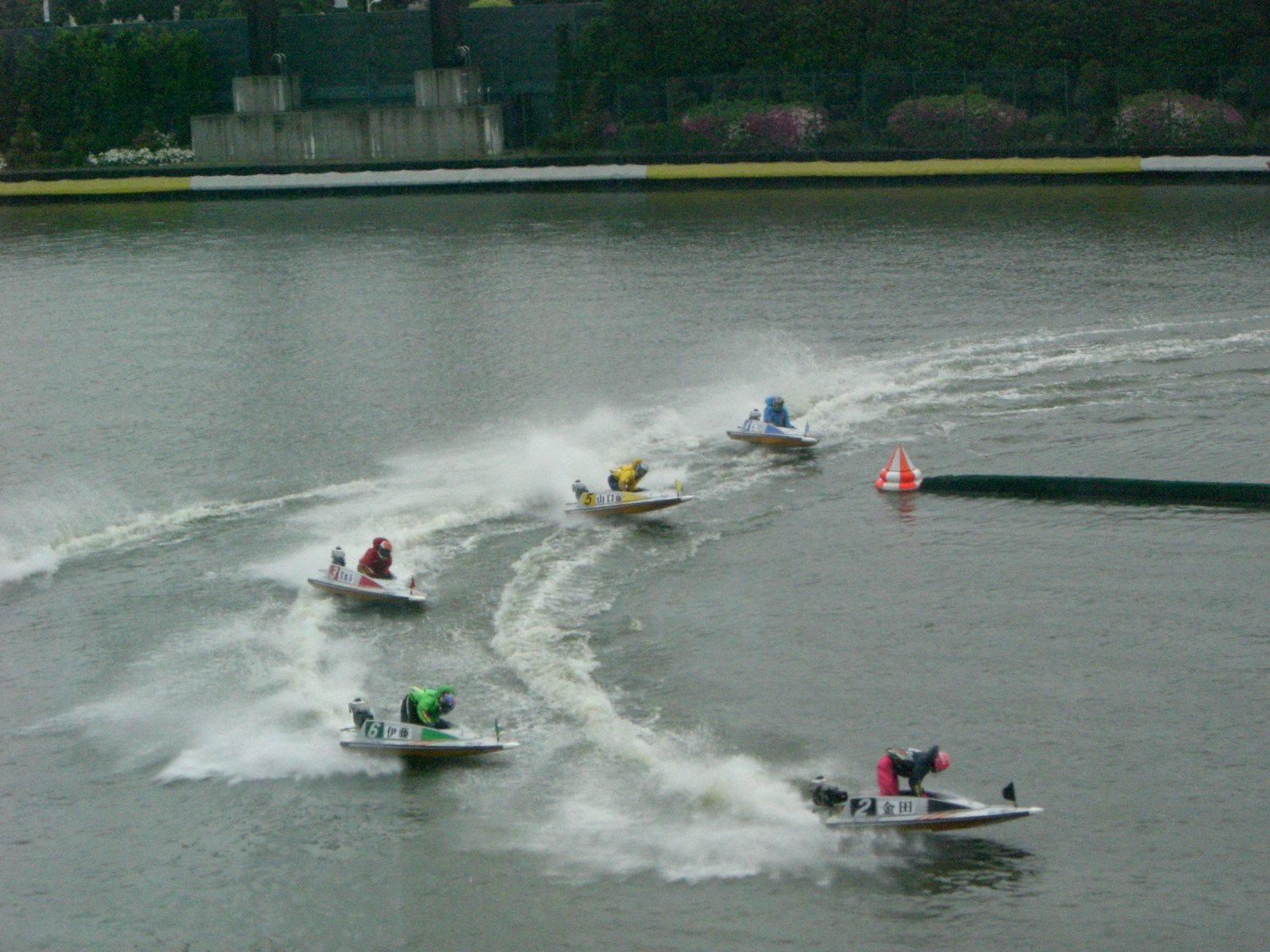
競艇の日。競艇の創始者、笹川良一の誕生日。

- 国民の休日 （ 日本、1986年 - 2006年、火 - 土曜日のみ）
- 清正公大祭（ 日本）
加藤清正公が祀られ、「白金の清正公さま」として親しまれてきた東京都白金の覚林寺で、毎年5月4日、5日に行われる大祭。両日に限り「葉菖蒲入リの勝守り」が授与される。武運の強かった清正公にあやかり、苦悩に打ち勝ち、幸運に恵まれすべての「勝負に勝つ」という意味が込められている[16]。なお、覚林寺は元祖山手七福神の一つで、毘沙門天も祀られている。
- 春季大祭（豊年祈願祭）（ 日本）
日本三大稲荷の一つに数えられる愛知県豊川市の豊川稲荷で、毎年5日4日と5月5日に行われる祭事。神輿渡御や稚児行列をはじめ、豊川いなり寿司大集合や豊楽殿演芸、猿回しなどの各種催しが開催される。なお、秋季大祭（鎮座祭）は、11月の第三土曜日・日曜日に行われる。
- 伊庭の坂下し祭（ 日本）
滋賀県東近江市の繖峰三神社で毎年5月4日に行われる神事。繖山（きぬがさやま（432.9m））の山腹にある繖峰三神社から、麓にある大鳥居までの全長約500ｍに及ぶ断崖絶壁の坂道を、三神の御分霊を遷した三ノ宮・八王子・二ノ宮の三基の神輿が、氏子の若衆によって引きずり降ろされる[17]。
- 篠田の花火（ 日本）
滋賀県近江八幡市の篠田神社で、毎年この日の夜に行われる仕掛け花火の祭行事。江戸時代に雨乞いの返礼として、硝石で花火を作り奉納したことに始まる。硫黄・硝石・桐灰を調合して作る和火薬を、板に描いた絵柄に塗りこむ仕掛花火で、日牟禮八幡宮の「左義長まつり」、「八幡まつり」とともに「近江八幡の火祭り」として、国の選択無形民俗文化財となっている[18]。
- 七川祭（ 日本）
滋賀県高島市の大荒比古神社で、毎年5月上旬に行われる馬祭り。1995年（平成7年）までは毎年5月10日におこなれていたが、翌年以降は5月4日に行われている。鎌倉時代に佐々木高信が佐々木氏の祖神を勧請して大荒比古神社に合祀し、戦勝時に御礼として12頭の流鏑馬と12基の的を神前に奉納したのが始まりといわれている。流鏑馬、や旧８ヶ村の役馬競馬と奴振りが伝えられており、特に、奴振りは滋賀県の選択無形民俗文化財に選択されている[19]。
- 公家奴振り（ 日本）
滋賀県米原市の福田寺で5月4日と11月中旬に行われる。江戸時代に、住持の摂専が、摂政関白右大臣二条斎敬の妹かね子を室に迎えた。この時、夫人に随従してきた供方が「公家奴振り」を伝えたといわれている。京都の時代祭に登場する奴振りは、「武家奴振り」といわれるもので全国各地に残っているが、公家奴振りは福田寺でしか見ることができない[20]。
- 植物園の日（ 日本）
公益財団法人日本植物園協会が、平成19年（2007年）に制定[21]。この年に「みどりの日」となった5月4日を「植物園の日」と位置づけたもの。
- 競艇の日（ 日本）
下関競艇場が、競艇場のイメージアップと、競艇ファンの拡大を狙って制定。
- ファミリーの日（ 日本）
中華料理店チェーンの東天紅が、1985年に5月4日が休日（国民の休日）になると決定した時、それにふさわしい愛称を公募し制定した[22]。
- 名刺の日（ 日本）
日本名刺研究会が制定。英語で5月はMay（メイ）、それに4を「シ」と読んで、名刺の日となった。
- 国際消防士の日（英語版）（ 世界）
消防士の守護聖人であるフロリアヌスの聖名祝日。
- 独立宣言の日（ ラトビア）
1990年のこの日、ラトビアがソビエト連邦からの独立を宣言したことを記念。
- カシンガ記念日（ ナミビア）
ナミビア独立戦争中の1978年のこの日、アンゴラ・カシンガ（英語版）の南西アフリカ人民機構(SWAPO)の難民キャンプを南アフリカ軍が攻撃し、600人以上が虐殺された（カシンガ虐殺（英語版））ことを記念。
- 戦没者記念日（英語版）（ オランダ）
5月5日の解放記念日の前日。第二次世界大戦の戦没者を想う日。
- 1919年の五四運動にちなむ記念日。
  - 文藝節（ 中華民国）
  - 青年節（ 中華人民共和国）
- スター・ウォーズの日（ アメリカ合衆国）（ 日本）
映画『スター・ウォーズ・シリーズ』を記念する日。劇中の台詞"May the Force be with you"（フォースと共に在れ）を英語の語呂合わせで"May 4th"にかけたもの[23]。